# Ivans Klementjevs
Ivans Klementjevs (en ruso: Иван Клементьев, Ivan Klementiev; Buntiki, URSS, 18 de noviembre de 1960) es un político y deportista letón que compitió para la Unión Soviética en piragüismo en la modalidad de aguas tranquilas; campeón olímpico en Seúl 1988 y siete veces campeón mundial.

## Trayectoria
Representó a la Unión Soviética en los Juegos Olímpicos de Seúl 1988, obteniendo la medalla de oro en la prueba de C1 1000 m, posteriormente participó en los Juegos de Barcelona 1992 y Atlanta 1996 representando a Lituania y obteniendo en cada edición la medalla de plata en la misma prueba. Ganó trece medallas en el Campeonato Mundial de Piragüismo entre los años 1985 y 1995.
Después de dejar la competición, inició su carrera política. Entre 2001 y 2005 fue diputado del Ayuntamiento de Riga por el Partido de la Armonía Nacional. En 2006 fue elegido diputado del Parlamento de Letonia. También ejerció de presidente de la Academia Olímpica Letona.
Fue galardonado dos veces con la Orden de la Insignia de Honor, con la Orden de la Amistad de los Pueblos y con la Orden de las Tres Estrellas de Letonia.

## Palmarés internacional
| Representando a la URSS |                           |                   |             |
| Juegos Olímpicos        |                           |                   |             |
| Año                     | Lugar                     | Medalla           | Competición |
| 1988                    | Seúl (Corea del Sur)      | Medalla de oro    | C1 1000 m   |
| Campeonato Mundial      |                           |                   |             |
| Año                     | Lugar                     | Medalla           | Competición |
| 1983                    | Tampere (Finlandia)       | Medalla de plata  | C2 500 m    |
| 1985                    | Malinas (Bélgica)         | Medalla de oro    | C1 1000 m   |
| 1986                    | Montreal (Canadá)         | Medalla de plata  | C1 1000 m   |
| 1987                    | Duisburgo (RFA)           | Medalla de bronce | C1 1000 m   |
| 1989                    | Plovdiv (Bulgaria)        | Medalla de oro    | C1 1000 m   |
| 1989                    | Plovdiv (Bulgaria)        | Medalla de oro    | C1 10 000 m |
| 1990                    | Poznań (Polonia)          | Medalla de oro    | C1 1000 m   |
| 1990                    | Poznań (Polonia)          | Medalla de bronce | C1 10 000 m |
| 1991                    | París (Francia)           | Medalla de oro    | C1 1000 m   |
| 1991                    | París (Francia)           | Medalla de plata  | C1 10 000 m |
| Representando a Letonia |                           |                   |             |
| Juegos Olímpicos        |                           |                   |             |
| Año                     | Lugar                     | Medalla           | Competición |
| 1992                    | Barcelona (España)        | Medalla de plata  | C1 1000 m   |
| 1996                    | Atlanta (Estados Unidos)  | Medalla de plata  | C1 1000 m   |
| Campeonato Mundial      |                           |                   |             |
| Año                     | Lugar                     | Medalla           | Competición |
| 1993                    | Copenhague (Dinamarca)    | Medalla de oro    | C1 1000 m   |
| 1995                    | Duisburgo (RFA)           | Medalla de bronce | C1 1000 m   |
| Representando a Polonia |                           |                   |             |
| Campeonato Mundial      |                           |                   |             |
| Año                     | Lugar                     | Medalla           | Competición |
| 1994                    | Ciudad de México (México) | Medalla de oro    | C1 1000 m   |